# Els Vandesteene
Els Vandesteene (Brugge, 30 mei 1987) is een Belgische volleybalster. Ze speelt als receptie-hoekaanvalster.

## Levensloop
Els Vandesteene speelde 10 seizoenen bij VDK Gent. Daarna volgde een seizoen bij VT Aurubis Hamburg en sinds 2013 speelt ze bij het Franse Volley-Ball Nantes. Vandesteene werd in 2010 ook vice-Belgisch kampioen Beachvolleybal (met Karolien Verstrepen).
Ze maakt ook deel uit van de Belgische nationale volleybalploeg. Hiermee won ze in 2013 een bronzen medaille op het Europees kampioenschap volleybal vrouwen 2013 en zilver in de Europese volleyballeague van dat jaar. Op de Europese Spelen 2015 in Bakoe eindigde ze met de nationale ploeg op de vijfde plaats.